# Campeonato de Australasia 1905
Lista de los campeones del Abierto de Australia de 1905:

## Individual masculino
Rodney Heath (AUS) d. Arthur Curtis (AUS),  4–6, 6–3, 6–4, 6–4

## Dobles masculino
Randolph Lycett (GBR)/Tom Tachell (AUS)
| Predecesor: -                                          | Abierto de Australia 1905 | Sucesor: 1906                         |
| Predecesor: Campeonato nacional de Estados Unidos 1904 | Grand Slam 1905           | Sucesor: Campeonato de Wimbledon 1905 |

- Datos: Q654898